# یواس‌اس انتمدور (اس‌اس-۳۴۰)
یواس‌اس انتمدور (اس‌اس-۳۴۰) (به انگلیسی: USS Entemedor (SS-340)) یک زیردریایی است که طول آن ۳۱۱ فوت ۹ اینچ (۹۵٫۰۲ متر) می‌باشد. این زیردریایی در سال ۱۹۴۴ ساخته شد.